# Scirtes unifasciatus
Scirtes unifasciatus is een keversoort uit de familie moerasweekschilden (Scirtidae). De wetenschappelijke naam van de soort werd in 1923 gepubliceerd door Maurice Pic.